# Shinaihai (sockenhuvudort i Kina, Qinghai Sheng, lat 36,98, long 99,63)
Shinaihai (kinesiska: 石乃亥, 石乃亥乡, 切查) är en sockenhuvudort i Kina. Den ligger i provinsen Qinghai, i den nordvästra delen av landet, omkring 190 kilometer väster om provinshuvudstaden Xining. Antalet invånare är 6 571. Befolkningen består av 3 284 kvinnor och 3 287 män. Barn under 15 år utgör 26,0 %, vuxna 15-64 år 68 %, och äldre över 65 år 5,0 %.
Trakten runt Shinaihai är nära nog obefolkad, med mindre än två invånare per kvadratkilometer. Shinaihai är det största samhället i trakten. Trakten runt Shinaihai består i huvudsak av gräsmarker.
Genomsnittlig årsnederbörd är 342 millimeter. Den regnigaste månaden är juli, med i genomsnitt 88 mm nederbörd, och den torraste är december, med 1 mm nederbörd.